# Myo Hlaing Win
Myo Hlaing Win (en birmano: မျိုးလှိုင်ဝင်း; Rangún, 24 de mayo de 1973) es un exfutbolista y actual entrenador de fútbol de Birmania que jugaba en la posición de delantero. Actualmente es el entrenador del Ayeyawady United de la Liga Nacional de Birmania.

## Carrera

### Club
Jugó toda su carrera con el Finance and Revenue FC de 1990 a 2007 con el que anotó 69 goles en 89 partidos, además de ser campeón nacional en 10 ocasiones.

### Selección nacional
Jugó para Birmania de 1990 a 2005 anotando 36 goles en 63 partidos, con lo que actualmente es el goleador histórico de la selección nacional. Disputó los Juegos Asiáticos de 1994.

### Entrenador
| Periodo       | Club                            |
| ------------- | ------------------------------- |
| 2012-13       | Nay Pyi Taw FC                  |
| 2019-23       | Ayeyawady United                |
| 2023-24       | Shan United FC                  |
| 2024-presente | Selección de fútbol de Birmania |

## Logros
- Liga Nacional de Myanmar: 11

1996, 1997, 1999, 2000, 2002, 2003, 2004, 2005, 2006, 2007